# Plecotus austriacus
L’orecchione meridionale od orecchione grigio (Plecotus austriacus  J. Fischer, 1829) è un pipistrello della famiglia dei Vespertilionidi diffuso in Europa.

## Descrizione

### Dimensioni
Pipistrello di piccole dimensioni, con la lunghezza della testa e del corpo tra 41 e 58 mm, la lunghezza dell'avambraccio tra 37 e 45 mm, la lunghezza della coda tra 37 e 55 mm, la lunghezza del piede tra 7 e 10 mm, la lunghezza delle orecchie tra 37 e 42 mm e un peso fino a 14 g.

### Aspetto
La pelliccia è lunga e soffice. Le parti dorsali sono grigio scure con la punta dei peli più scura, mentre le parti ventrali sono grigiastre, talvolta con dei riflessi giallastri. La base dei peli è ovunque nerastra. Il muso è conico e ricoperto completamente di peli scuri. Le orecchie sono enormi, ovali, nerastre, unite sulla fronte da una sottile membrana cutanea. Il trago è lungo circa la metà del padiglione auricolare, affusolato e con l'estremità smussata. Le membrane alari sono bruno-grigiastre scure. Le dita dei piedi sono marroni scure, cosparse di corti peli brunastri e munite di artigli corti. La coda è lunga ed inclusa completamente nell'ampio uropatagio. 

### Ecolocazione
Emette ultrasuoni ad alto ciclo di lavoro sotto forma di impulsi di breve durata a frequenza modulata iniziale di 45 kHz e finale di 20 kHz.

## Biologia

### Comportamento
In estate si rifugia sotto i tetti spesso insieme al ferro di cavallo minore e al vespertilio maggiore e più raramente all'interno di grotte ed altre cavità sotterranee. In inverno preferisce cavità sotterranee naturali o artificiali a temperature di 2-9 °C, relativamente più calde rispetto all'orecchione comune dove forma piccoli gruppi di 2-5 individui oppure sverna solitariamente. Forma vivai di 10-30, fino a 100 femmine. È una specie sedentaria con spostamenti massimi di 62 km tra i siti invernali ed estivi.

### Alimentazione
Si nutre di insetti, particolarmente lepidotteri nottuidi e in misura minore di ditteri.

### Riproduzione
Danno alla luce un piccolo alla volta da metà a fine giugno. Gli accoppiamenti avvengono da settembre a metà ottobre. L'aspettativa di vita può arrivare fino a 25 anni e mezzo.

## Distribuzione e habitat
Questa specie è diffusa in gran parte dell'Europa occidentale, centrale e sud-orientale. È presente in Portogallo, isola di Madeira, Spagna, Isole Baleari, Francia, Corsica, Belgio, Paesi Bassi meridionali, Lussemburgo, Gran Bretagna sud-occidentale, Svizzera, Italia settentrionale e centrale, Sicilia, Sardegna, Austria; Germania e Polonia centrali e meridionali, Repubblica Ceca, Slovacchia, Ungheria, Slovenia, Bosnia ed Erzegovina, Croazia, Montenegro, Macedonia, Serbia, Albania settentrionale, Grecia nord-orientale, Bulgaria, Romania, Moldavia, Ucraina occidentale, Svezia meridionale e Turchia europea.
Vive nelle zone agricole e negli abitati, boschi mediterranei e lecceti fino a 2.000 metri di altitudine.

## Conservazione
La IUCN Red List, considerato il vasto areale e la popolazione presumibilmente numerosa, sebbene alcune popolazioni siano soggette ad un declino, classifica P.austriacus come specie a rischio minimo (Least Concern)).